# Sonia Sotomayor
Sonia Maria Sotomayor (New York, 25 giugno 1954) è un magistrato statunitense, giudice della Corte suprema degli Stati Uniti d'America.
Il 26 maggio 2009 il presidente Barack Obama l'ha nominata giudice associato della Corte Suprema degli Stati Uniti. L'8 agosto dello stesso anno, dopo la conferma dell'incarico da parte del Senato, la Sotomayor è diventata la prima persona di origine ispanica e la terza donna, dopo Sandra Day O'Connor e Ruth Bader Ginsburg, a far parte della Corte.

## Biografia
Nacque a New York, nel Bronx, da Juan Sotomayor e Celina Báez, portoricani che si conobbero a New York e si sposarono durante la seconda guerra mondiale. Dopo Sonia ebbero un altro figlio, Juan, che diventerà medico. La famiglia, di limitati mezzi economici (Juan era operaio, Celina fece la centralinista e poi l'infermiera), visse in case popolari e successivamente in un quartiere costruito da una cooperativa edilizia. A otto anni Sonia scoprì di essere affetta da diabete di tipo 1, e cominciò a curarsi con l'insulina. Il padre morì per un attacco cardiaco quando Sonia aveva nove anni.
La madre di Sonia dava molta importanza all'istruzione, e la ragazza studiò con ottimi risultati in scuole cattoliche. Ottenuta una borsa di studio, nel 1972 si iscrisse all'università di Princeton, dove nel 1976 si laureò con lode. Studiò poi giurisprudenza all'università Yale, e vi si laureò nel 1979. In questi anni si impegnò per far crescere le opportunità educative per gli ispanici. Nel 1976 sposò Kevin Edward Noonan, per divorziare nel 1983. Dopo la laurea, su consiglio del professore, e futuro giudice, José Cabranes, fu assunta come assistente procuratore distrettuale alle dipendenze del procuratore Robert Morgenthau. All'epoca la criminalità a New York era elevata, e la Sotomayor si impegnò a fondo, perseguendo reati di ogni tipo, e dimostrandosi competente ed efficiente.
Nel 1984 fu assunta dallo studio legale Pavia & Harcourt, dove si specializzò in cause relative alla proprietà intellettuale e al commercio internazionale: i suoi clienti erano principalmente aziende estere attive negli Stati Uniti. Anche se non aveva legami politici, in questo periodo ottenne alcuni incarichi pubblici. Nel 1987, su segnalazione di Morgenthau, fu nominata prima nel consiglio di amministrazione della State of New York Mortgage Agency, poi nella New York City Campaign Finance Board, nel consiglio di amministrazione del Fondo per la Difesa e l'Educazione Legale dei Portoricani ed infine nel National Council of La Raza. Notevole fu il suo impegno contro le discriminazioni verso gli ispanici.
Fin dall'adolescenza aveva desiderato fare il giudice. Il suo desiderio si avverò quando il senatore Daniel Patrick Moynihan la propose per la nomina a giudice della Corte Distrettuale per il Distretto Meridionale di New York. Il presidente George H. W. Bush la nominò il 27 novembre 1991, e il Senato approvò 11 agosto 1992. In questa carica, si creò una reputazione di giudice efficiente e preparata, esigente con gli avvocati, e poco incline all'indulgenza nei processi penali.
Il 25 giugno 1997 il presidente Bill Clinton la nominò giudice della Corte d'Appello Federale per il Secondo Circuito. Il Senato tuttavia approvò la nomina soltanto il 2 ottobre 1998, a causa dell'opposizione di alcuni senatori repubblicani, che temevano che la promozione alla Corte d'Appello avrebbe potuto rendere Sotomayor una possibile candidata per la Corte Suprema.
In oltre dieci anni di attività presso la Corte d'Appello, Sotomayor si è occupata di oltre 3.000 casi e ha scritto circa 380 sentenze, generalmente basate su una applicazione attenta e precisa della legge e dei precedenti, che non mostrano pregiudizi ideologici o filosofici. È considerata giudice di orientamento centrista o moderatamente progressista, che si prepara in modo approfondito sui casi che deve esaminare, ed esigente verso gli avvocati.

## Nomina alla Corte Suprema

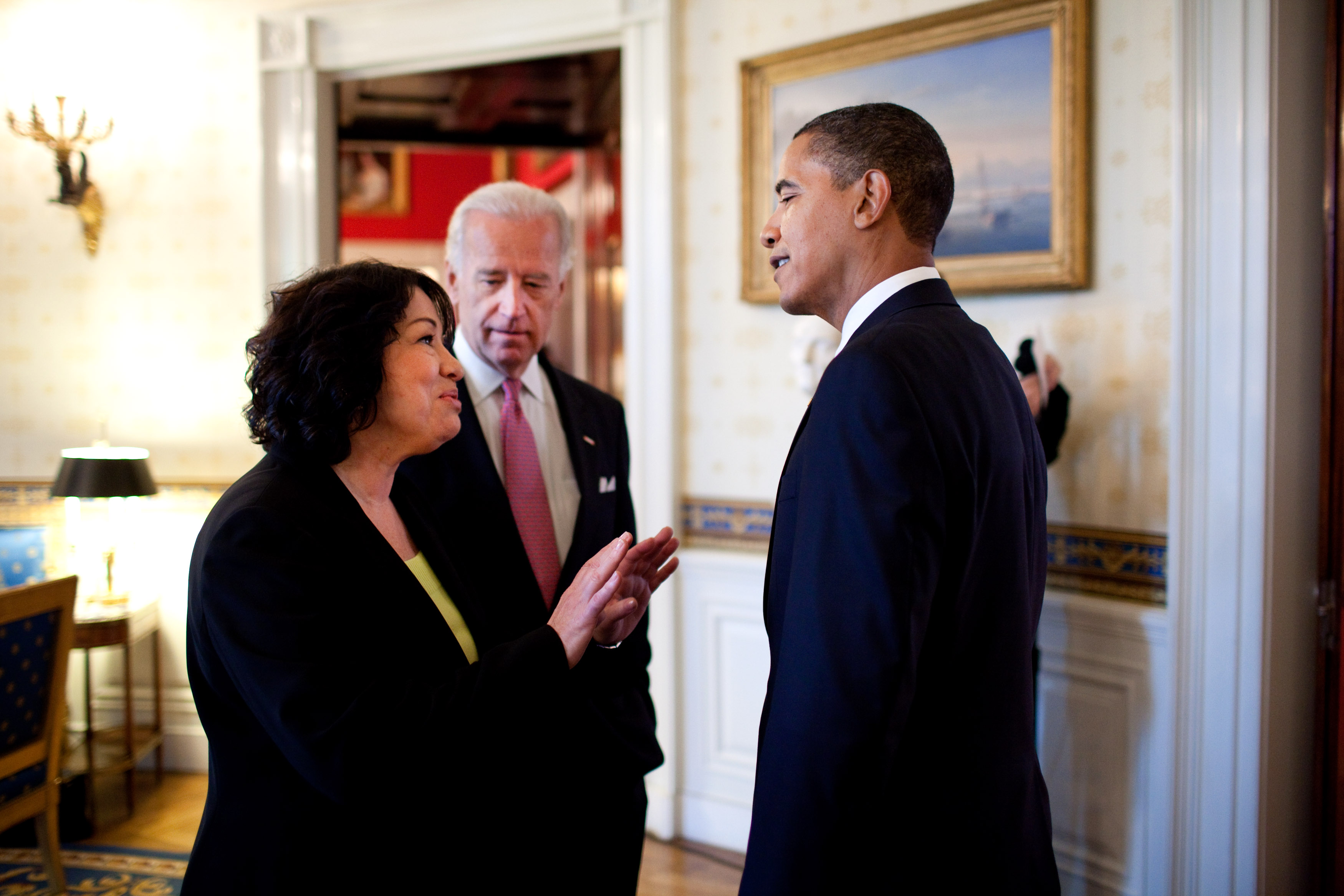
Il presidente Obama e il vicepresidente Biden con Sonia Sotomayor alla Casa Bianca, poco prima dell'annuncio della nomina il 26 maggio 2009.

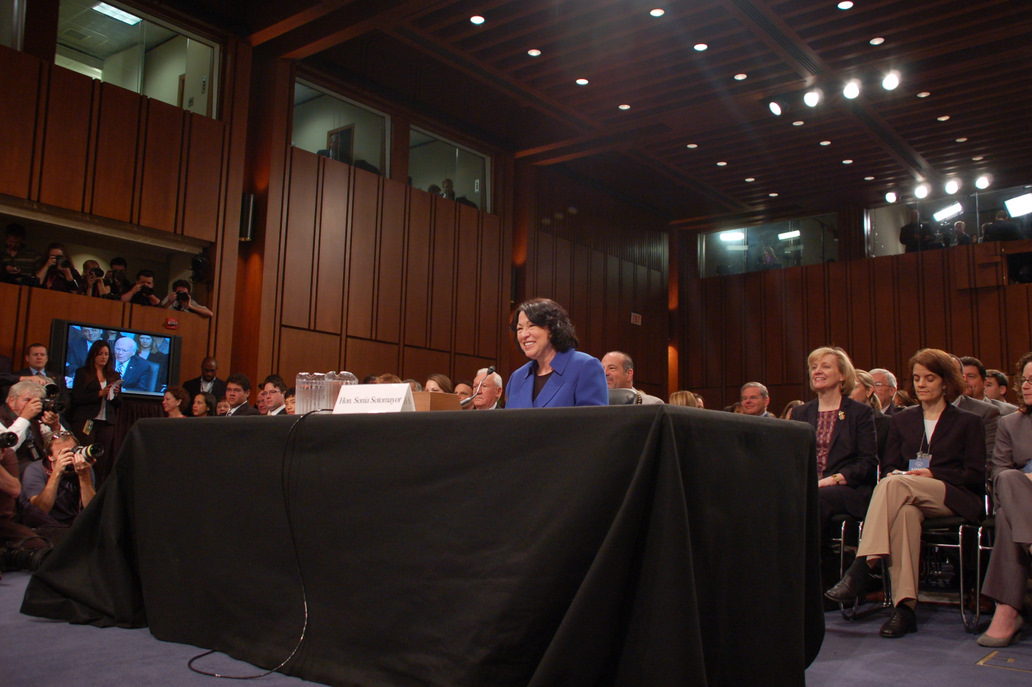
Sonia Sotomayor davanti alla Commissione Giustizia del Senato, 13 luglio 2009

Dopo l'elezione di Barack Obama, fu considerata come una delle più probabili candidate a un seggio alla Corte Suprema. Questa prospettiva si avverò quando, il 30 aprile 2009, si seppe che il giudice David Souter intendeva andare in pensione, e il 26 maggio Obama la nominò come suo successore.
Questa scelta fu accolta con favore dai democratici e dai progressisti in genere, ma fu criticata da molti conservatori e da alcuni senatori repubblicani. Le critiche più accese furono suscitate da un'affermazione che la Sotomayor aveva fatto in vari discorsi, in particolare durante una conferenza all'università di Berkeley, quando dichiarò "Spero che una saggia donna latina, con la ricchezza delle sue esperienze, sia in grado, più spesso che no, di raggiungere una conclusione migliore rispetto a un uomo bianco che non ha vissuto quella vita".
Altre critiche furono suscitate da alcune delle decisioni a cui aveva contribuito come giudice d'appello, in particolare quella nel caso Ricci v. DeStefano, che aveva confermato la decisione della città di New Haven di annullare un esame per la promozione di un certo numero di pompieri a ufficiali, perché tutti i vincitori erano bianchi o ispanici, e nessuno di essi nero (questo caso era all'esame della Corte Suprema, che il 29 giugno annullò la sentenza).
Il 13 luglio la Commissione Giustizia del Senato aprì le udienze sulla nomina. In questa sede Sotomayor prese le distanze dalla sua dichiarazione sulla "saggia donna latina" e sottolineò che nella sua attività di giudice non si era mai lasciata influenzare dalle sue esperienze e opinioni. Evitò di prendere posizione su questioni controverse e si difese dalle critiche sostenendo ripetutamente che come giudice non avrebbe fatto altro che applicare fedelmente la legge. Questo non convinse i membri repubblicani: soltanto uno di essi votò a favore, insieme a tutti i democratici, e il 28 luglio la Commissione diede parere favorevole con un voto di 13 a 6.
Il 6 agosto il Senato approvò la nomina, con un voto di 68 a 31. A favore furono tutti i democratici (tranne Edward Kennedy, assente per malattia); tra i repubblicani vi furono 9 favorevoli e 31 contrari. Con il giuramento impartitole l'8 agosto dal Giudice Capo della Corte, John G. Roberts, Sotomayor ha assunto ufficialmente la carica.